# Hernando de Lerma
Hernando de Lerma (1º novembre 1541 – ...) è stato un conquistador, politico, avvocato e fondatore di città originario di Siviglia, Spagna.

## Biografia

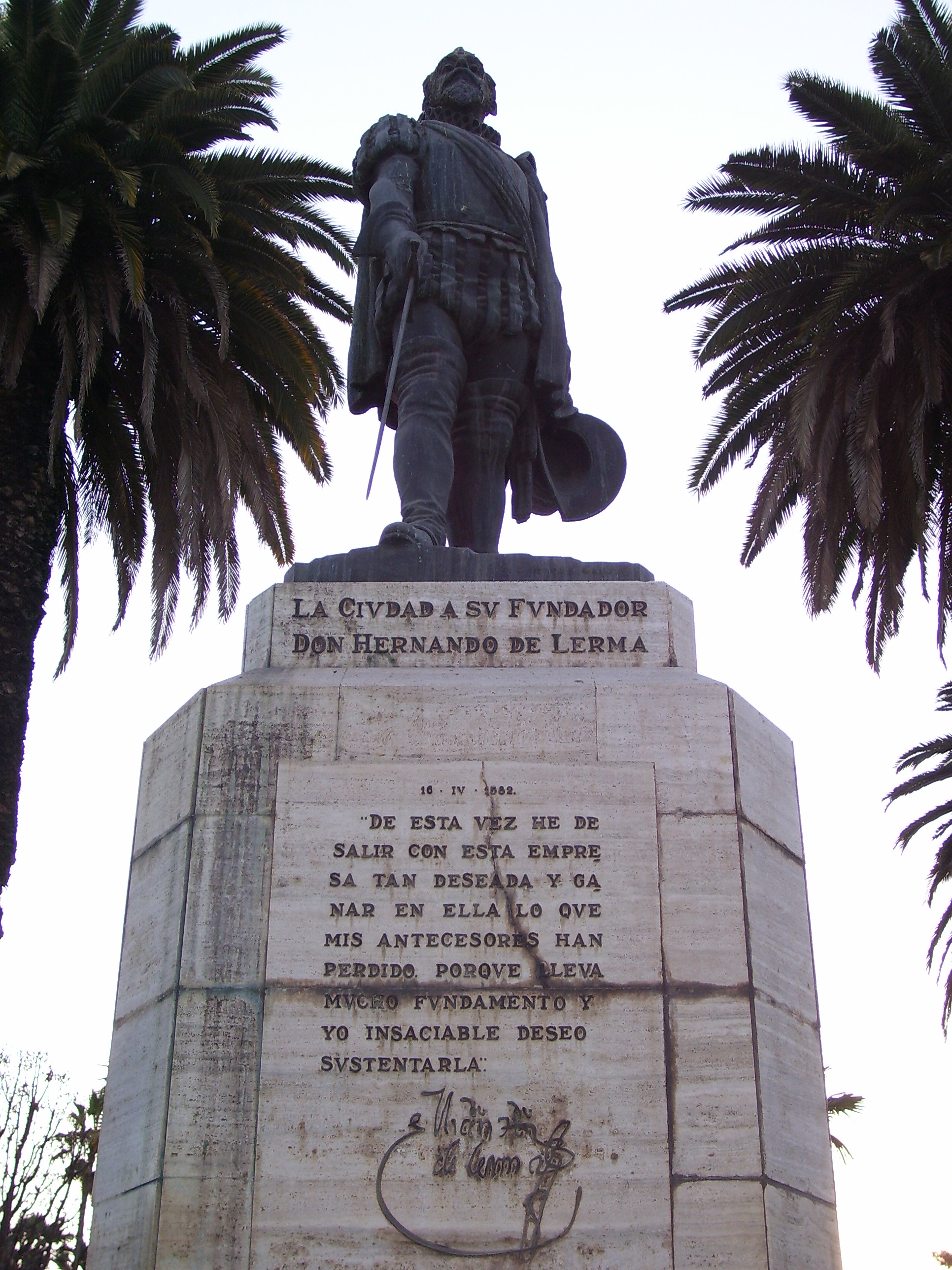
Statua di Hernando de Lerma a Salta

Il 13 novembre 1577 Lerma fu nominato governatore di San Miguel de Tucumán, (nell'odierna Argentina) da re Filippo II di Spagna. Descritto dagli storici come un uomo violento, de Lerma ebbe problemi con molte persone di quel territorio, compresi i propri compatrioti. Tra le persone che perseguitò c'era il vescovo cattolico. Odiava anche Francisco Salcedo, altro cattolico che aveva costruito una chiesa a Santiago del Estero.
Molti oppositori di de Lerma finirono imprigionati o uccisi. Salcedo si ritirò in un'altra città e si ammalò, ma fu riportato a Tucumán dai suoi uomini che lo trovarono. A Tucumán, Salcedo fu processato ed imprigionato. Molti suoi sostenitori furono uccisi.
Nell'aprile del 1582 de Lerma fondò la città di Salta, nei pressi del fiume Arenales. Aveva previsto che Salta sarebbe diventato un centro economico, dato che il governo spagnolo aveva aperto porti a Santiago del Cile, Callao e Buenos Aires. La posizione di Salta tra il Vicereame del Perù ed il porto sul Río de la Plata, secondo de Lerma, avrebbero avvantaggiato la città, e lo stesso de Lerma credeva che il governo madrileno avrebbe reindirizzato le navi facendole transitare da Salta. Egli chiamò la città "Città di Lerma nella valle di Salta". Hernando de Lerma si fece amico degli indiani che popolavano l'area, convinto che il loro aiuto poteva essergli utile. Attrasse anche altri spagnoli in quella zona.
Dopo la fondazione della città, de Lerma dovette affrontare nuovi rivali e nuovi problemi. Molti conquistadores giunsero a Salta tentando di impadronirsene, provocando molte lotte. La città soffrì molte epidemie, ed era stata eretta in una zona sismica con terremoti frequenti.
Nel 1584 de Lerma fu arrestato a Salta e condannato al carcere. Fece appello, e tornò in Spagna per presentare il proprio caso davanti alla corte suprema, ma l'appello fu respinto ed egli fu incarcerato. Mentre si sa che morì in prigione, non se ne conosce l'anno.
Lo storico Paul Goussac afferma che "l'amministrazione di de Lerma non fu altro che una serie di attentati criminali". Lo storico Armando Bazan, nato a Salta, lo descrive come "maligno quanto una malattia" in uno dei suoi libri.